# 魁北克老城
魁北克老城（法語：Vieux-Québec），又稱魁北克歷史城區（法語：Arrondissement historique du Vieux-Québec），位于加拿大魁北克省的省府魁北克市市內。面積約1.35平方千米。原是北美印第安人部落的村聚。1608年法國一名探險家率先對魁北克地進行開發建成，隨后其成為新法蘭西的首府。英法七年戰爭后歸英國所有，1791年，成為英屬北美下加拿大省的首府。
魁北克古城的城中心位于一塊高地上，并保留著北美地區唯一留存至今的古城墻，全長4.6公里。古城區分上城區于下城區兩大部分。作為魁北克歷史城區的標誌建筑的芳堤娜城堡就坐落于上城區，耸立于戴蒙德角的最高点。
魁北克歷史城區作為北美殖民化以及近代化進程的重要歷史見證，于1985年被列入世界文化遺產，目前則是魁北克最著名的旅遊景點。

## 地區

### 上城

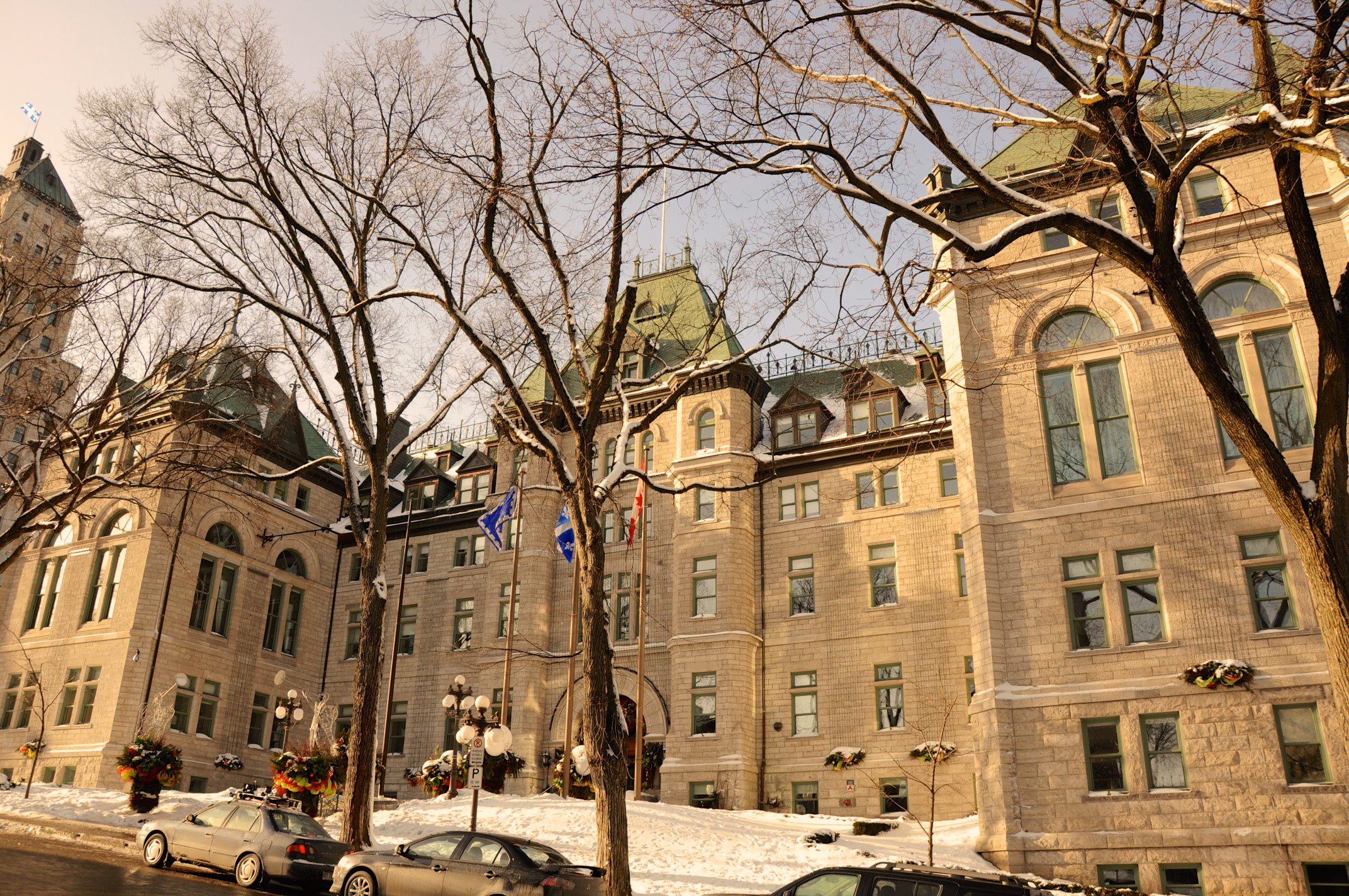
魁北克市政廳，建築風格兼有古典主義和中世紀元素。

山姆·德·尚普蘭於1608年於上城區修建了三座雙層要塞來防禦附近地區。由於上城位於鑽石岬角（Cap Diamond）的戰略地位，它一直是魁北克的軍事和行政中心。在英國統治後主要由英國政府官員和天主教神職人員佔領，而法國和英國的商人和工匠則住在下城。
上城區大多數建築物的歷史可以追溯到19世紀，但也保留了一些17和18世紀的建築物，過去曾因政府當局軍事用途而阻礙發展，因此在19世紀後期曾興起了一場拆除防禦工事的運動，認為這些防禦工事已經過時並成為城市發展的障礙。但在達弗林勳爵的說服下，這些防禦工事才免於被拆毀的危機，上城地區在1950年代曾衰落，許多建築物並年久失修，但在1970年代開始建造新建築後則重新興盛。

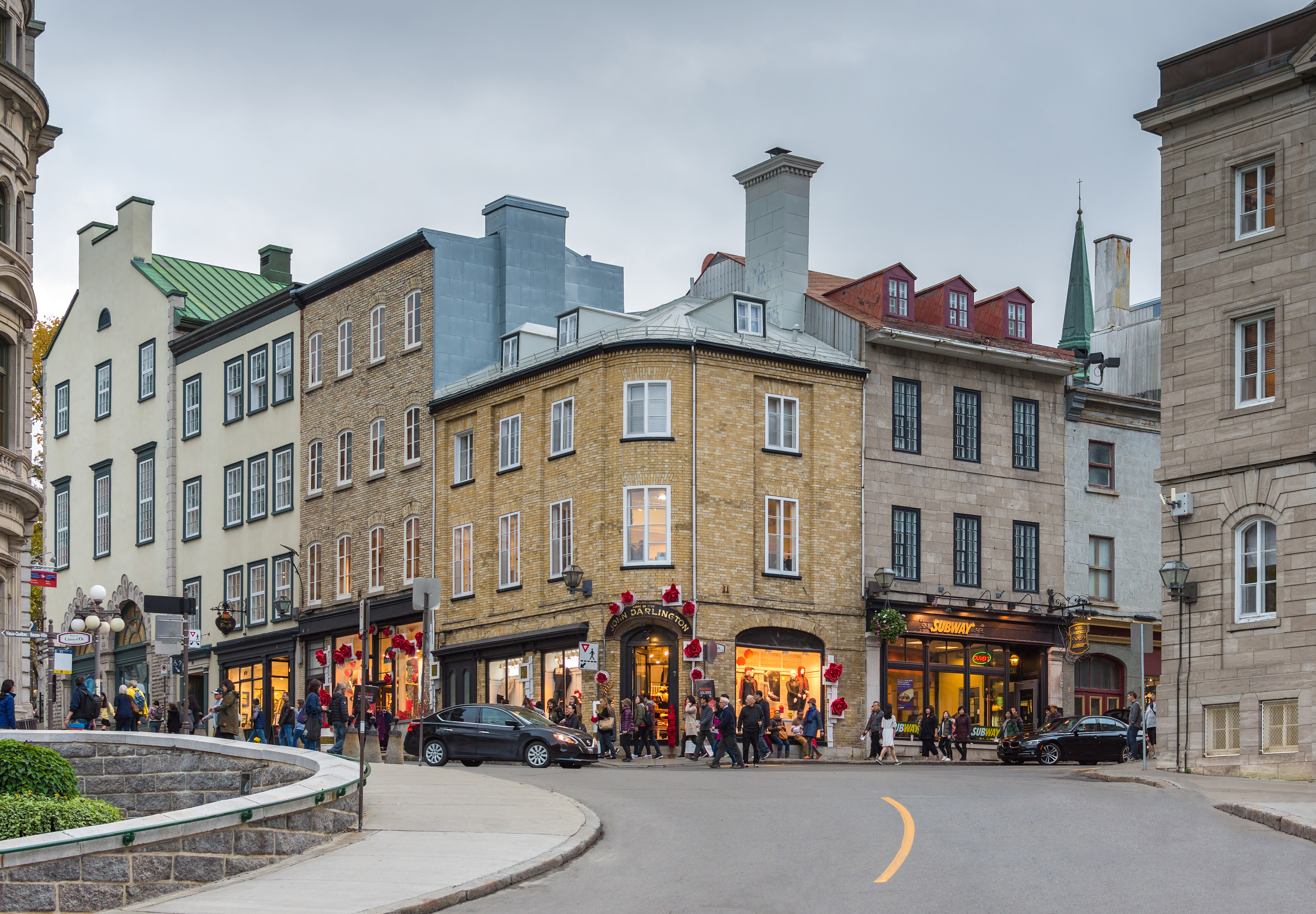
建於19世紀的老街

目前，上城區有著許多商業街，如聖讓街、聖安妮街和德布德街等，一些位於上城區的公共行政機構則有魁北克市政廳（Hôtel de Ville）、魁北克修院、烏爾蘇拉修道院、奧古斯丁修道院和魁北克巴黎主公醫院等，另外芳堤娜城堡則是當地最知名的地標，該區也設有公園，其中包括濱海藝術中心公園、砲兵公園等。

### 下城

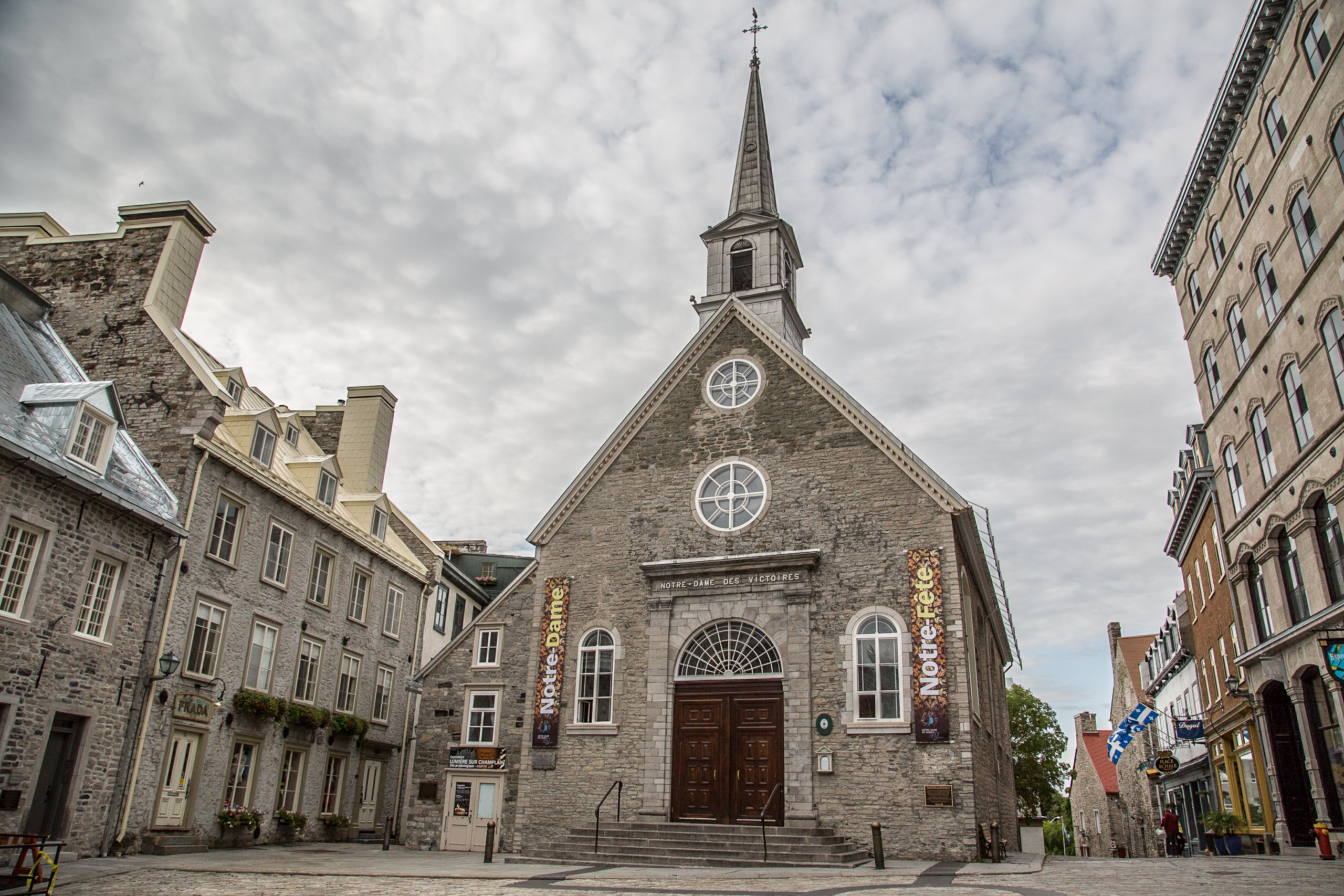
勝利之后聖母教堂

下城是位於芳堤娜城堡旁的歷史街區。在1608年，山姆·德·尚普蘭在此建造了一個以皇家廣場為中心的住宅，勝利之后聖母教堂1687 年於下城建造，並於1723年完工，另外下城區也是魁北克文明博物館、海軍博物館等其他博物館、表演廳、劇院和展覽的場地，此外鄰進的魁北克港可以通往路易絲港岸、布朗港岸、魁北克市火車站
等設施。
目前乘坐纜車可輕鬆前往鑽石岬角，能從北美歷史最古老的商業區小尚普蘭街中連接到上城區，欣賞到城市的壯麗景色。

## 交通

### 鐵路

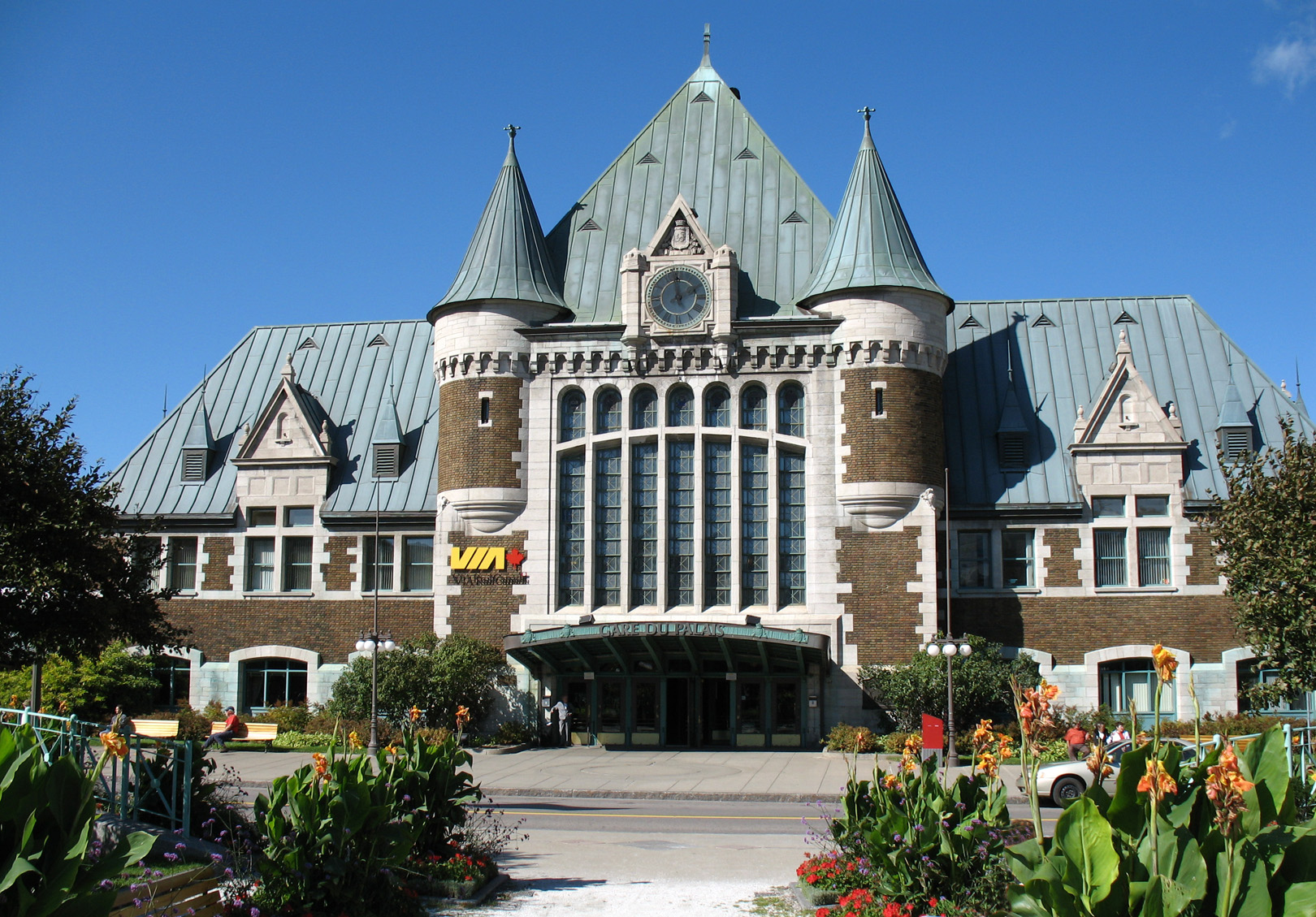
魁北克市火車站

魁北克市火車站是位于魁北克老城的聯運交通樞紐，是由加拿大太平洋鐵路於 1915 年建造的城堡式車站，當前該站除了設有運營商維亞鐵路提供德拉蒙市到蒙特婁的定期列車外，私人長途巴士公司奥尔良特快（Orléans Express）也在此提供服務。

### 航空
魁北克讓·勒薩熱國際機場位于魁北克老城以東約16公里處。

### 禁行摩托車
魁北克歷史城區禁行摩托車，持有通行證的住民以及工作者除外，但此摩托車禁令不在尚普蘭街（boulevard Champlain）、達爾霍茲街（rue Dalhousie）、聖安德烈街（quai Saint-André），或者聖保羅街（rue Saint-Paul）實施。

## 圖冊

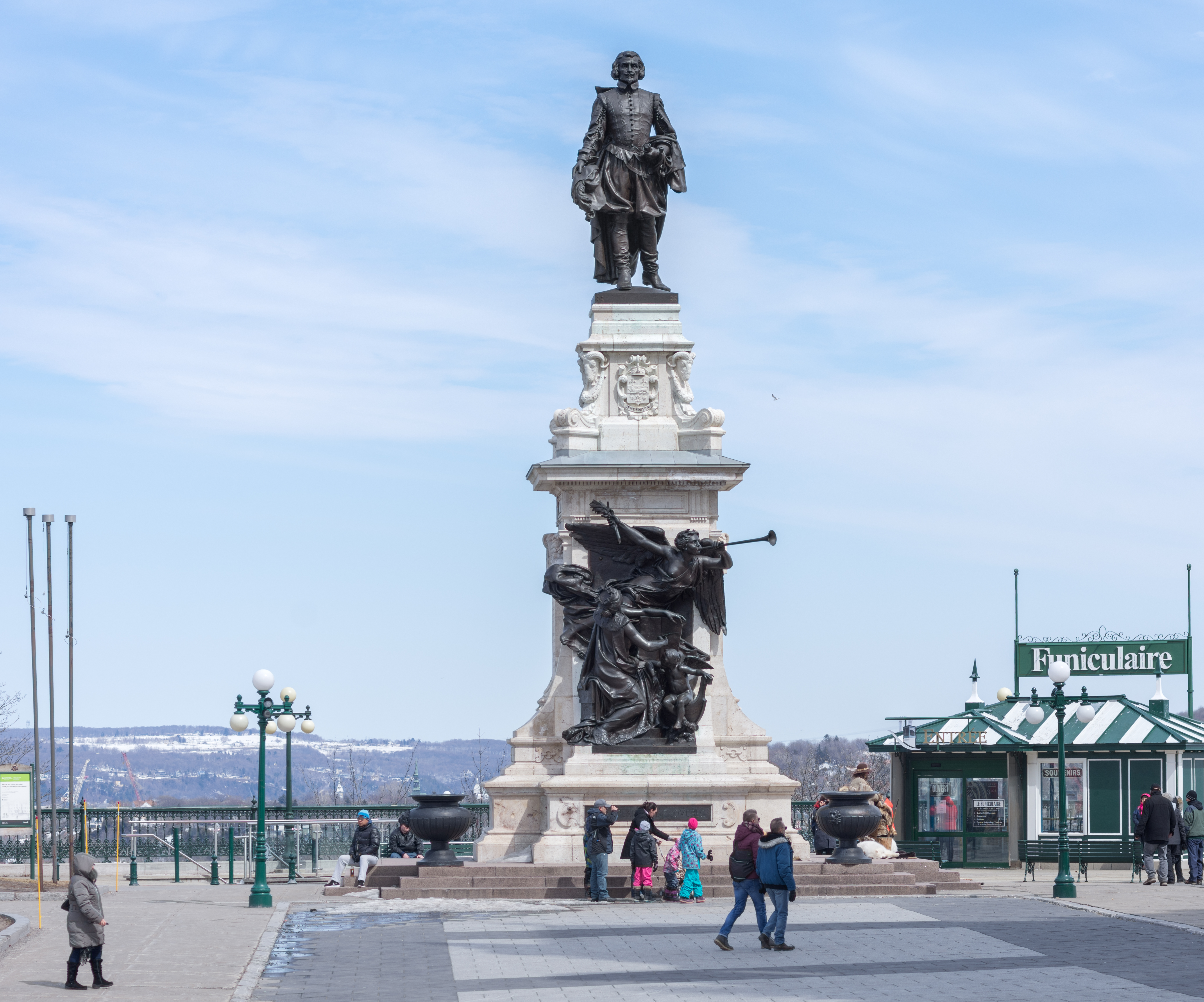
山姆·德·尚普蘭紀念碑
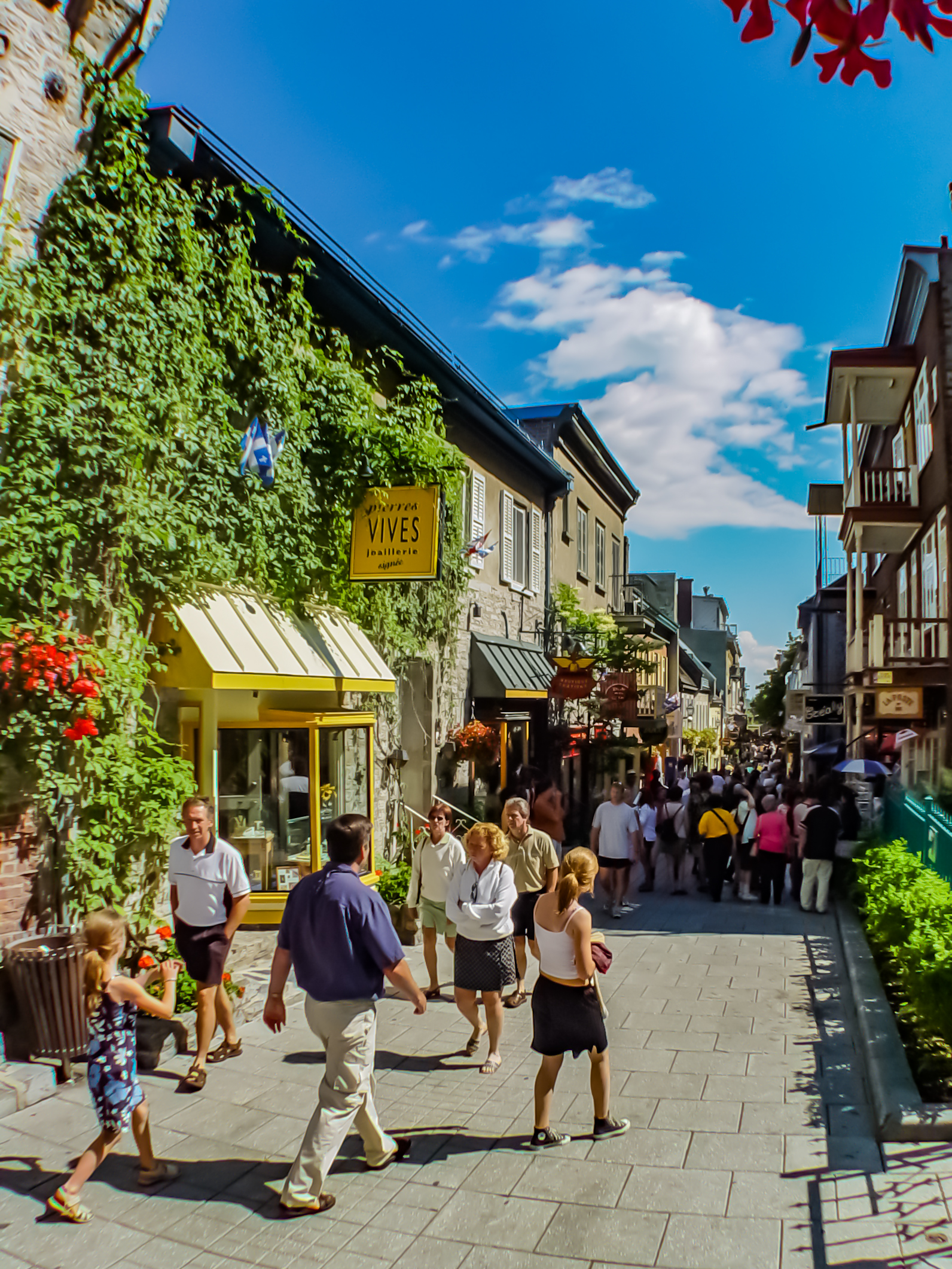
魁北克老城街景
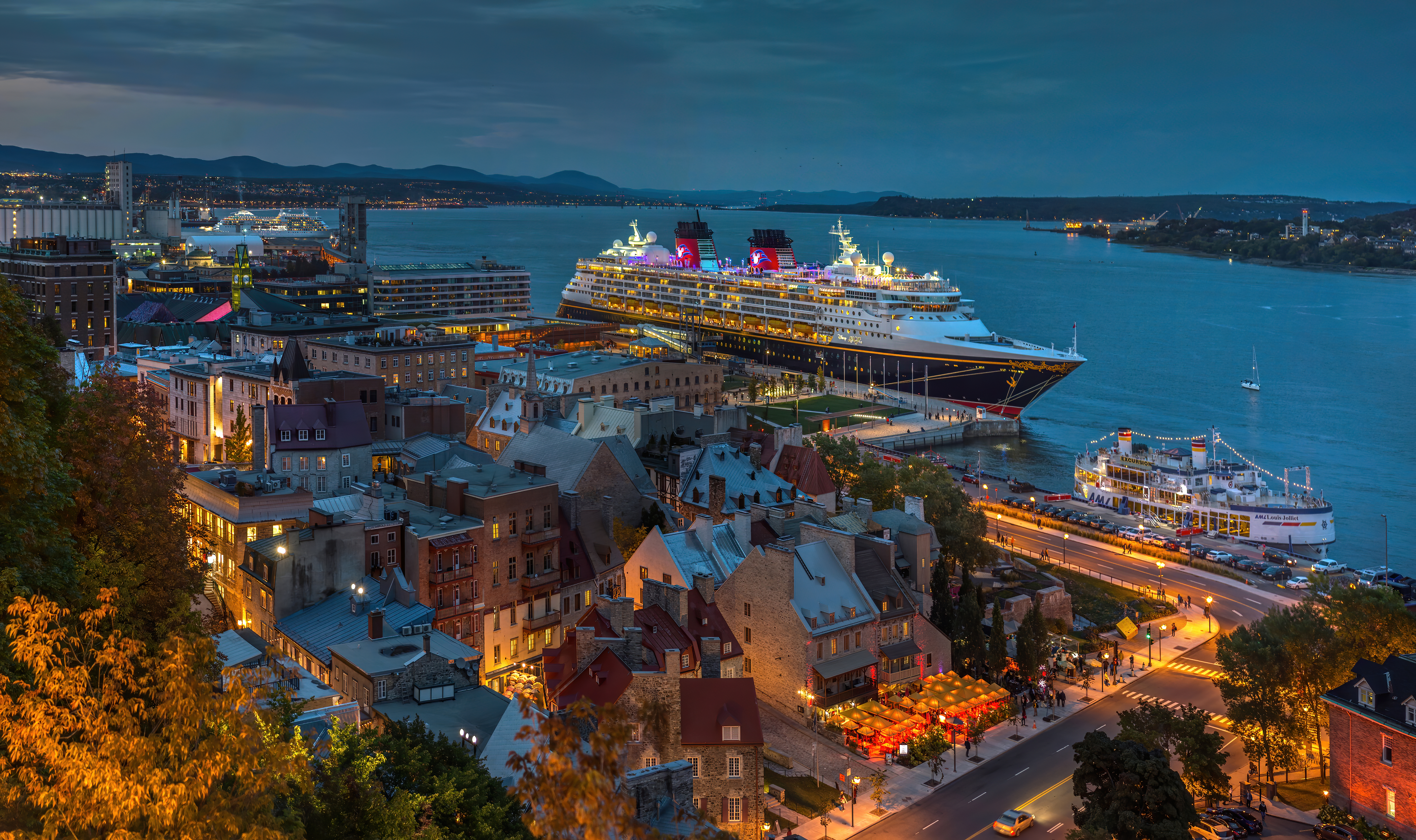
夜晚的魁北克
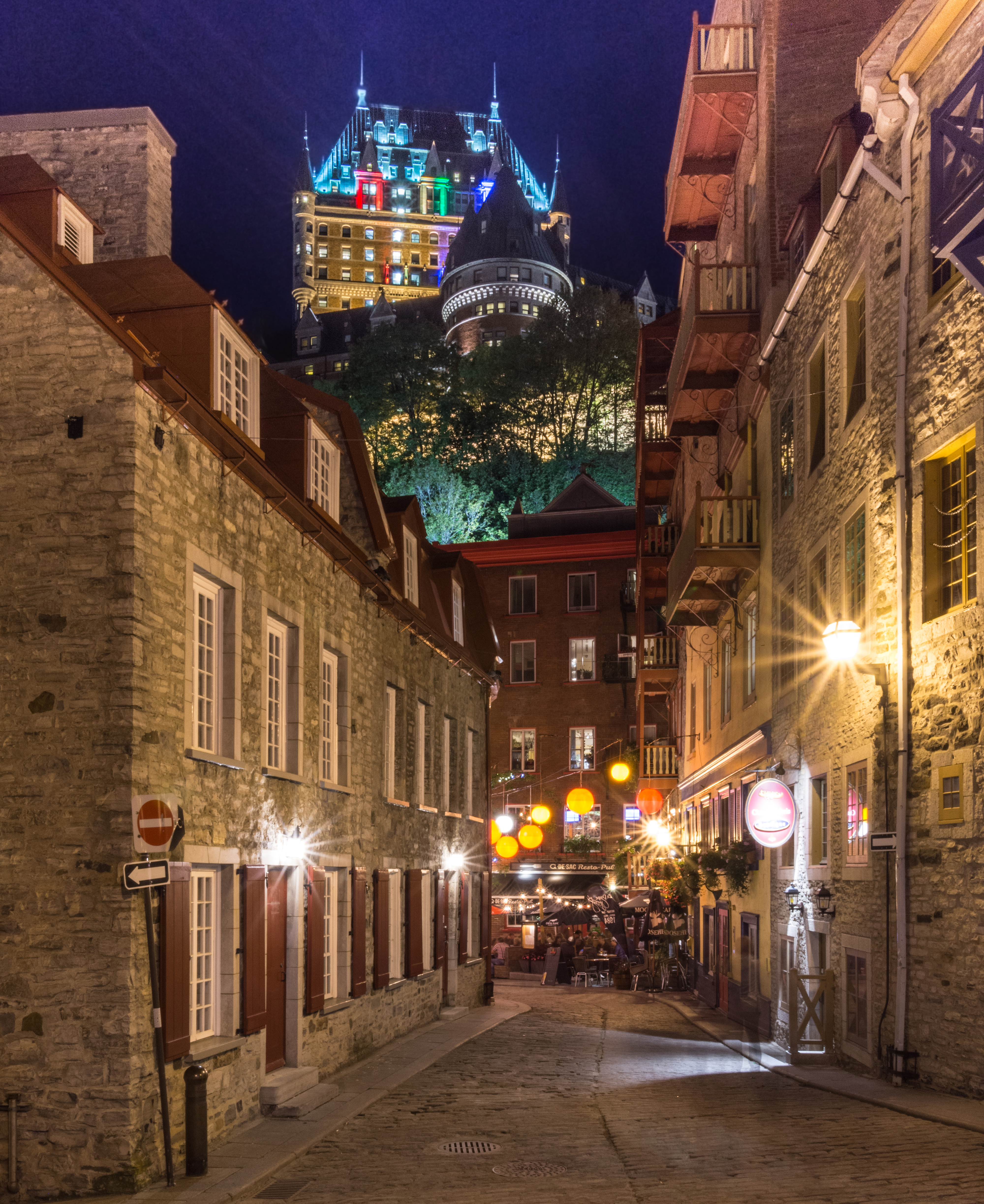
夜晚的魁北克老城